# Sergei Wladimirowitsch Danilin
Sergei Wladimirowitsch Danilin (russisch Сергей Владимирович Данилин; * 1. Januar 1960 in Moskau; † 4. Oktober 2021) war ein sowjetischer Rennrodler.
Er war einer der erfolgreichsten Rodler der 1980er Jahre und wurde 1981 Weltmeister, 1986 Europameister und 1984 hinter Paul Hildgartner Gewinner der Silbermedaille bei den Olympischen Winterspielen in Sarajevo.

## Erfolge

### Weltcupsiege
Einsitzer
| Nr. | Datum         | Ort            | Bahn                                  |
| --- | ------------- | -------------- | ------------------------------------- |
| 1.  | 22. Feb. 1981 | Königssee      | Kombinierte Kunsteisbahn am Königssee |
| 2.  | 8. Dez. 1981  | Innsbruck-Igls | Olympia Eiskanal Igls                 |
| 3.  | 24. Jan. 1982 | Königssee      | Kunsteisbahn Königssee                |
| 4.  | 9. Jan. 1983  | Hammarstrand   | Bobbahn Hammarstrand                  |
| 5.  | 6. März 1983  | Oberhof        | Rennrodelbahn Oberhof                 |